# Vicente Tortajada
Vicente Tortajada López fue un guionista de cómic español (Valencia, 1937-1986). Usó también el seudónimo de Víctor Jadalo.

## Biografía
Vicente Tortajada se inició, muy joven, en la editorial Lerso, pasando a mediados de los años cincuenta a la editorial Valenciana, donde desarrolló la mayor parte de su carrera. Creó así diversas series humorísticas para las revistas de la casa (Mariló, Jaimito y Pumby), además de trabajar en cuadernos de éxito, como Roberto Alcázar y Pedrín y Miltón el Corsario.
A finales de los cincuenta se integró en la aventura independiente de la editorial Creo, de tan corta vida. Volvió luego a Valenciana, donde escribió, por ejemplo, historietas para El Guerrero del Antifaz. Abandonó el medio a finales de los años sesenta.

## Obra
| Años | Título                                                       | Dibujante                                  | Tipo   | Publicación |
| ---- | ------------------------------------------------------------ | ------------------------------------------ | ------ | ----------- |
| 1946 | El Jinete del Diablo - El Jinete Salvador                    | Karpa                                      | Serial | Lerso       |
| 1954 | Linda y Bing                                                 | José Lanzón                                | Serie  | Mariló      |
| 1954 | Comandos                                                     |                                            | Serial | Valenciana  |
| 195- | Roberto Alcázar y Pedrín                                     |                                            | Serial | Valenciana  |
| 1957 | Cosas del internado                                          | José Lanzón                                | Serie  | Mariló      |
| 1957 | Jaimito                                                      | VV. AA.                                    | Serie  | Jaimito     |
| 1957 | Perico Fantasías                                             | Liceras, Karpa                             | Serie  | Pumby       |
| 1957 | Milton, el Corsario                                          | Eduardo Vañó, Jesús Serrano                | Serial | Valenciana  |
| 1959 | Davi Roy                                                     | José Luis, González Alacreu, Navarro Costa | Serial | Creo        |
| 1960 | Davy Croqueta                                                | Boris                                      | Serie  | Pumby       |
| 1960 | Ayax, el Griego                                              | José Luis                                  | Serial | Creo        |
| 1960 | Ric Rice, el Pacificador                                     | Luis Collado Coch                          | Serial | Creo        |
| 196? | Simba                                                        | Alfredo de Elías                           | Serie  | Jaimito     |
| 1961 | El Guerrero del Antifaz núm. 421-503                         | Matías Alonso                              | Serial | Valenciana  |
| 1962 | El Sargento Virus                                            | Ibáñez Sanchis                             | Serial | Valenciana  |
| 1969 | El Capitán Salmonete y el Grumete Timoteo Dos Lobitos de Mar | Cerdán                                     | Serie  | Jaimito     |